# Xã Union, Quận Holt, Missouri
Xã Union (tiếng Anh: Union Township) là một xã thuộc quận Holt, tiểu bang Missouri, Hoa Kỳ. Năm 2010, dân số của xã này là 410 người.